# 13.º Prêmio Capes de Tese (2018)
O 13º Prêmio Capes de Tese foi um evento organizado em 2018 pela Coordenação de Aperfeiçoamento de Pessoal de Nível Superior (CAPES) com o propósito de premiar as melhores teses de doutorado, de diferentes campos científicos, que foram defendidas no ano de 2017 em instituições de ensino superior brasileiras.
Nesta 13ª edição do Prêmio Capes, entre as teses de doutorado que foram defendidas no ano de 2017 e que haviam sido inscritas pelos programas de pós-graduação stricto sensu de instituições de ensino superior (IES) que participaram do concurso, 49 delas foram selecionadas como vencedoras, enquanto 81 receberam menção honrosa.

## Grande Prêmio de Tese
Em 2018, o Prêmio Capes de Tese retomou a tradição de homenagear nomes da história da ciência no Brasil, designando as três categorias que compõem o Grande Prêmio Capes de tese que estão divididas nas seguintes áreas:
- Alberto Luiz Galvão Coimbra (representando Engenharias, Ciências Exatas e da Terra e Multidisciplinar (Materiais e Biotecnologia));
- Amílcar Vianna Martins (representando Ciências Biológicas, Ciências da Saúde e Ciências Agrárias);
- Juarez Rubens Brandão Lopes (representando Ciências Humanas, Linguística, Letras e Artes e Ciências Sociais Aplicadas e Multidisciplinar (Ensino)).

## Vencedores
Na edição de 2018 que avaliou as teses de doutorado defendidas em 2017, os vencedores do Grande Prêmio foram as seguintes:

### Grande Prêmio Capes de Tese
|                             | Prêmio da categoria         | Tese                                                                                          | Autor(a)                           | Orientador(a)                                           | Universidade   | Acesso à tese | Ref. |
| Grande Prêmio Capes de Tese | Alberto Luiz Galvão Coimbra | Filmes nanoestruturados aplicados em biossensores para detecção precoce de câncer de pâncreas | Andrey Coatrini Soares             | Osvaldo Novais de Oliveira Junior                       | USP São Carlos |               |      |
| Grande Prêmio Capes de Tese | Amílcar Vianna Martins      | Agregação de proteínas induzida pelo estresse oxidativo promovido pelo Heme                   | Luiz Ricardo da Costa Vasconcellos | Leonardo Holanda Travassos Correa, Marcelo Torres Bozza | UFRJ           |               |      |
| Grande Prêmio Capes de Tese | Juarez Rubens Brandão Lopes | Letramento Científico no Brasil e no Japão a partir dos resultados do PISA                    | Andriele Ferreira Muri             | Alicia Maria Catalano de Bonamino, Tufi Machado Soares  | PUC-RJ         |               |      |